# Concha Buika
María Concepción Balboa Buika, conocida como Concha Buika o Buika (Palma de Mallorca, 11 de mayo de 1972), es una cantante ecuatoguineana-española. En 2022, fue galardonada con la Medalla de Oro al Mérito en las Bellas Artes que otorga el Ministerio de Cultura de España.

## Biografía
Nació en las Islas Baleares, donde vivía su familia, exiliados políticos de Guinea Ecuatorial. Es hija del expolítico y escritor guineano Juan Balboa Boneke y de Honorina Buika. La comunidad gitana del barrio de Son Gotleu en Palma de Mallorca donde se crio fue para ella un segundo hogar, y encontró en el flamenco un modo de expresión auténtico y la salida ideal para escapar de una dura realidad de pobreza y marginalidad.

## Trayectoria
El primer disco de Concha Buika fue Mestizüo, salió en 2000.
En 2006, publica Mi niña Lola con el aclamado tema homónimo, original de Pepe Pinto, y la versión de copla de Ojos Verdes.
En 2008, colaboró con la cantante de fado portuguesa Mariza en un dúo incluido en su disco Terra (Pequeñas Verdades) y con Elefthería Arvanitáki en el tema Mírame.
En 2008, su cuarto disco, Niña de Fuego, catapultó su carrera internacional. Tras unos pocos conciertos en Los Ángeles, Miami y Nueva York, el disco recibió dos nominaciones a los premios Grammy Latinos de 2008, como «Álbum del Año» y «Mejor Producción». Una edición especial del disco se puso a la venta acompañado de un libro de poemas de Buika ilustrados por autorretratos.
En septiembre de 2009, salió al mercado una colaboración realizada con Nelly Furtado, en el tema llamado Fuerte, todo un himno a la fuerza de la mujer. Cantó junto a Tomeu Penya en su tema Ho feim.
El 20 de octubre de 2009, salió a la venta mundialmente su disco El último trago, un homenaje a Chavela Vargas y a Bebo Valdés en sus 90 cumpleaños, grabado en directo en Cuba en los Estudios Abdala con Chucho Valdés y su cuarteto.
El álbum le valió su primer premio Grammy al mejor álbum de música tradicional tropical.
Dos canciones suyas, Por el amor de amar y Se me hizo fácil, fueron elegidas por Pedro Almodóvar para la banda sonora de su película La piel que habito.
El 5 de noviembre de 2010, un artículo publicado en línea en la publicación npr.com la definió como la «Voz de la libertad» agrupándola con otras 50 voces en una lista llamada 50 Great Voices.
En 2011, fue invitada especial de Chick Corea en un concierto en el club de jazz Blue Note, en Nueva York. Ese mismo año se instaló en Miami para poder atender la fuerte demanda de conciertos en los Estados Unidos. En 2015 pone voz a la cabecera de la telenovela mexicana Caminos de Guanajuato basada en la española Gran Reserva, con el tema En el último trago. 
En 2017, con motivo de las celebraciones del Orgullo Gay, participó en una campaña de concienciación junto a otras personalidades LGBT como Sandra Barneda, Miquel Iceta, Fernando Grande-Marlaska y Luis Alegre Zahonero.
En 2019, grabó junto a Carlos Santana el sencillo "Los invisibles" cantada en idioma yoruba y dentro del disco "Africa Speaks".
Fue jurado de Operación Triunfo 2023 junto a Cristina Regatero y Pablo Rouss. Buika no ha realizado una gira por los Estados Unidos desde 2020 debido a una sentencia dictada en su contra por deudas con su antigua compañía de gestión All Parts Move.

## Discografía
- Deadbeat, 2018 (Sencillo - 22 de junio)
- Para mí, 2017
- Vivir sin miedo, 2015
- La noche más larga, 2013
- En mi piel, 2011 (Primer recopilatorio)
- El último trago, 2009 junto al pianista Chucho Valdés
- Niña de fuego, 2008 (Edición de lujo: 2cd's + Libro de poemas)
- Niña de fuego, 2008
- Mi niña Lola, 2006 (Edición especial CD+DVD)
- Mi niña Lola, 2006
- Buika, 2005
- Mestizüo, 2000, junto al pianista Jacob Sureda

## Premios y reconocimientos
- Disco de Oro por el álbum "Mi niña Lola" (Entregado por Joaquín Sabina) (2006)
- Disco de Oro por el álbum "El último trago" (en Colombia, 2010)
- Premio de la música a mejor álbum de canción española por el álbum "Mi niña Lola" (2007)
- Premio de la música a mejor productor artístico por el álbum "Mi niña Lola" (Javier Limón) (2007)
- Premio de la crítica fonográfica Alemana por el álbum "Mi niña Lola" (2007)
- Grammy Latino a Mejor álbum tradicional tropical por el álbum "El último trago" (2010)

## Nominaciones
- Grammy Latino al “Mejor Álbum” por el álbum: “Niña de Fuego (2008, Warner / Casa Limón)
- Grammy Latino a la  “Mejor Producción” por el álbum: “Niña de Fuego”(2008, Warner / Casa Limón)
- Grammy Latino a la  “Grabación del año” por el tema: “Se me hizo fácil” (2009, Warner / B by B LLc)
- Premios Mobo Awards en la categoría "New comers" (2010, en Gran Bretaña)
- Premios Lunas del Auditorio Nacional en la categoría "Música Iberoamericana" (2010, en México)
- Grammy Latino a la  “Grabación del año” por el tema: “La nave del olvido” (2013, Warner / B by B LLc)
- Grammy al "Best Latin Jazz Album" por el álbum: "La Noche Más Larga" (2014, Warner / B by B LLc. en EE.UU)
- Grammy Latino a la  “Grabación del año” por el tema: “Si volveré” (2015, Warner / B by B LLc)
- Grammy al "Best World Music Album" por el álbum: "Para Mí" (2017, Warner Music Spain S.L.).

Además de otras nominaciones.

## Colaboraciones
- Con Navajita Plateá en el tema: "Frío sin ti" (2017)
- Con Meta and the Cornerstones' en los temas: "Do" y "Regardless" (2017)
- Con Vahagni en el tema: "Hov Arek Sarer Jan"  (2015)
- Con Varios artistas en el tema: "One Woman" (UN Women) (2013)
- Con Yasmin Levy en el tema: "Olvídate de mí"  (2012)
- Con Anoushka Shankar en el tema: "Casi uno" (2011)
- Con Antonio Carmona en el tema: "Las cuarenta" (2011)
- Con Seal en el tema: "You get me" (2010)
- Con Javier Limón en el tema: "Oro santo" (2010)
- Con Dany Noel en el tema: "Esa boca" (2010)
- Con Iván "Melón" Lewis y Sandra Carrasco en los temas: "Mírame" y "Perla marina" (2010)
- Con Nelly Furtado en el tema: "Fuerte" (2009)
- Con Eleftheria Arvanitaki en el tema: “Mírame” (2008)
- Con Javier Limón el tema: "Habanerias" (2008)
- Con Mariza en el tema: "Pequeñas verdades" (2008)
- Con Ramón Porrina en el tema: "Bulería" (2007)
- Con José Luis Perales en el tema: "No es casualidad" (2006)
- Con Armando Manzanero en el tema: "Nos hizo falta tiempo" (2005)
- Con Bebo Valdés en el tema: "Bahía negra" (2005)
- Con Victoria Abril en el tema: "Putcheros do Brasil" (2005)
- Con Javier Limón en el tema: "En el mismo lugar" (2005)
- Con Kiko Navarro en el tema: "Soñando contigo"
- Con smurf & perry en el tema "Loving you" (2001)

## Electrónica
- Soñando Contigo, 2009, con Kiko Navarro.
- In the House: The West Coast Sessions Disc 1 - Jay-J & Miguel Migs - "Loving You [Vincenzo's Unreleased Dub]"
- Will I (Discover Love) - Dj Chus & David Penn Feat Concha Buika 2004

## Libros publicados
- A los que amaron a mujeres difíciles y acabaron por soltarse  (2014/15, EDAF & B by BOOKS LLC)

## Giras musicales
- Para Mí World Tour - (2017–2018)
- Vivir Sin Miedo World Tour - (2015–2016)
- La Noche Más Larga World Tour - (2014–2015)

## Vida personal
Estuvo casada legalmente con el músico Abraham Moughrabi y mantuvo una relación poliamorosa con este y la cantante de Mojo Project, África Gallego, con quienes se casó simbólicamente en una ceremonia en Cádiz.